# HD 211211
HD 211211，又名BD+42 4333，SAO 51797、HR 8489，是一颗恒星，视星等为5.71，位于銀經94.81，銀緯-11.2，其B1900.0坐标为赤經22h 10m 32.2s，赤緯+42° -11.2′ 28″。